# Stragari (Trstenik)
Pour les articles homonymes, voir Stragari (homonymie).
Stragari (en serbe cyrillique : Страгари) est un village de Serbie situé dans la municipalité de Trstenik, district de Rasina. Au recensement de 2011, il comptait 571 habitants.

## Démographie
| 1948 | 1953 | 1961 | 1971 | 1981 | 1991 | 2002 | 2011 |
| ---- | ---- | ---- | ---- | ---- | ---- | ---- | ---- |
| 806  | 854  | 804  | 784  | 760  | 702  | 664  | 571  |

|  |